# Marceł Koen
Marceł Josif Koen (bułg. Марцел Йосиф Коен; ur. 5 lipca 1933 w Płowdiwie) – bułgarski strzelec, olimpijczyk.
Brał udział w igrzyskach olimpijskich w latach 1960 (Rzym), 1964 (Tokio) i 1968 (Meksyk). Wystartował łącznie w pięciu konkurencjach; w czterech z nich plasował się w trzeciej dziesiątce. Najwyższe miejsce zajął podczas swoich pierwszych igrzysk; był ósmy w strzelaniu z karabinu małokalibrowego leżąc z odl. 50 metrów.

## Wyniki olimpijskie
| Igrzyska | Konkurencja                                    | Wynik | Miejsce    | Źródło |
| -------- | ---------------------------------------------- | --- | ---------- | ------ |
| IO 1960  | Karabin małokalibrowy leżąc, 50 m              | Kwalifikacje – 391 punktów (94-99-99-99) Finał – 585 punktów (96-96-98-98-98-99)                                                                 | 8 (na 85)  | [ 1 ]  |
| IO 1964  | Karabin małokalibrowy, trzy postawy, 50 metrów | 1130 punktów W pozycji leżącej – 391 pkt. (97-99-97-98) W pozycji klęczącej – 387 pkt. (97-95-99-96) W pozycji stojącej – 352 pkt. (86-92-87-87) | 23 (na 53) | [ 2 ]  |
| IO 1964  | Karabin małokalibrowy leżąc, 50 m              | 589 punktów (100-98-98-99-96-98) | 25 (na 73) | [ 3 ]  |
| IO 1968  | Karabin małokalibrowy, trzy postawy, 50 metrów | 1142 punkty W pozycji leżącej – 394 pkt. (99-99-98-98) W pozycji klęczącej – 387 pkt. (96-97-97-97) W pozycji stojącej – 361 pkt. (86-93-92-90)  | 21 (na 62) | [ 4 ]  |
| IO 1968  | Karabin małokalibrowy leżąc, 50 m              | 592 punkty (99-99-98-97-99-100) | 24 (na 86) | [ 5 ]  |